# Сидоренко, Алексей Анатольевич
Алексе́й Анато́льевич Сидоре́нко (род. 11 июня 1975, Тольятти) — российский спортсмен, мастер спорта России по дзюдо, мастер спорта международного класса по самбо.

## Биография
Тренером Алексея Сидоренко был заслуженный тренер России Иван Белоусов.
Работал в уголовном розыске Автозаводского РУВД Тольятти в отделе по борьбе с грабежами и разбоями, куда, по словам начальника уголовного розыска Игоря Гречаного, был принят из-за спортивных достижений. Гречаный отметил, что из двух лет, что Сидоренко числился в уголовном розыске, тот фактически работал не более полугода, остальное время он был на учёбе, на больничном, в отпуске или на соревнованиях. Весной 2011 года Сидоренко был задержан вместе с рядом членов Волговской организованной преступной группировки, в том числе братом Сергеем.
По версии следствия Алексей Сидоренко был специально заслан на работу в милицию, чтобы выступать в роли информатора. Также обвинялся в заказном убийстве бывшего сотрудника правоохранительных органов, исполнительного директора одной из тольяттинских фирм Евгения Солдатова, совершенном 19 ноября 1996 года. Предполагалось, что убийство было совершено по заказу криминального авторитета Евгения Совкова членами Волговской ОПГ Алексеем Сидоренко по кличке «Самбист» и Игорем Юрьевым, которые несколько раз ударили Солдатова металлическим прутом и ножом.
На суде было доказано 19 эпизодов заказных убийств и покушений. совершённых членами ОПГ, однако причастность Алексея Сидоренко к убийству Солдатова доказать не удалось, он был приговорён к трём годам лишения свободы, а его брат Сергей Сидоренко — к пожизненному заключению.

## Спортивные достижения
В 1993 году Алексей Сидоренко стал победителем первенства Европы по самбо среди юношей, в 1994 году — серебряным призёром первенства мира по самбо среди юниоров. В 1995 году Сидоренко стал победителем первенства России по дзюдо среди юниоров. На первенстве Европы по дзюдо среди юниоров разделил 5 и 6 места.
В 1996 году Алексей Сидоренко завоевал бронзовые медали чемпионата России по дзюдо в весовой категории свыше 95 кг. В 1998 году он повторил своё достижение в весовой категории до 100 кг.
Мастер спорта России по дзюдо, мастер спорта международного класса по самбо.